# Marianne Stålberg
Marianne Gladys Evylina Stålberg, född Falkenström 3 juli 1933 i Revsunds församling i Jämtlands län, är en svensk politiker (socialdemokrat). 
Stålberg var riksdagsledamot mellan 1976 och 1990, invald för Jämtlands läns valkrets. Hon var därefter generaldirektör för Glesbygdsverket 1991–1998.
Stålberg satt även i riksgäldsfullmäktige 1985–1988. Hon arbetate som skolkurator 1966–1976.